# Massimiliano Eugenio d'Asburgo-Lorena
Arciduca Massimiliano Eugenio Ludovico Federico Filippo Ignazio Giuseppe di Asburgo-Lorena (in tedesco: Maximilian Eugen Ludwig Friedrich Philipp Ignatius Joseph Maria) (Vienna, 13 aprile 1895 – Nizza, 19 gennaio 1952) fu un arciduca austriaco.

## Biografia
Era il secondogenito dell'arciduca Ottone Francesco d'Asburgo-Lorena, e di sua moglie, Maria Giuseppina di Sassonia e fu il fratello minore del futuro imperatore Carlo I d'Austria.

## Prima Guerra Mondiale
Nella prima guerra mondiale Massimiliano servì nell'esercito austro-ungarico. Raggiunse nel 1915 il grado di capitano di corvetta nella marina austro-ungarica.
Nel febbraio del 1917 Massimiliano fu inviato a Berlino per rendere noto in maniera ufficiale all'imperatore tedesco Guglielmo II l'ascesa del fratello come imperatore d'Austria-Ungheria.
Nel giugno 1918 partecipò all'assalto austriaco sul Dosso Alto. A causa di una granata che esplose vicino a lui, ruppe il timpano che gli causò una certa sordità. Tuttavia, nel mese di agosto gli italiani conquistarono nuovamente Dosso Alto.
Dopo la fine della guerra alcuni nobili e militari suggerirono che egli dovesse convincere suo fratello ad abdicare e nominarsi Reggente dell'Impero per il piccolo nipote Otto. Siccome Carlo I non partecipava più agli affari di stato dal 7 novembre 1918, ma era ancora imperatore, questo suggerimento non era conforme alle regole dinastiche della famiglia.

## Matrimonio
Sposò il 29 novembre 1917 a Laxenburg, presso Vienna, la principessa Franziska zu Hohenlohe-Waldenburg-Schillingsfürst, figlia del principe Konrad zu Hohenlohe-Waldenburg-Schillingsfürst e della contessa Franziska von Schönborn-Buchheim. Ebbero due figli:
- Ferdinando (1918-2004), sposò la contessa Helene di Törring-Jettenbach (figlia della principessa Elisabetta di Grecia), ebbero tre figli;
- Enrico Carlo (1925-2014), sposò la contessa Ludmilla di Galen, ebbero quattro figli.

## Morte
Il 12 novembre 1918 l'Assemblea nazionale provvisoria dell'Austria aveva proclamato il paese una repubblica. Il 3 aprile 1919, in base alla legge approvata dall'Assemblea Nazionale Costituzionale nel febbraio precedente stabiliva che membri dell'ex famiglia regnante potevano vivere in Austria solo se rinunciavano ai loro titoli nobiliari, alle loro rendite e alle loro aspirazioni monarchiche. Massimiliano preferì vivere al di fuori dell'Austria, seguendo l'esempio dell'ultima coppia imperiale.
Massimiliano e la sua famiglia, nel 1919, vennero autorizzati a vivere in Svizzera, a condizione che egli non partecipasse in attività politica (la stessa autorizzazione fu data a suo fratello e alla sua famiglia, che si trasferirono lì nel marzo 1919). La famiglia di Massimiliano si trasferì poi in Baviera, dove vissero a Monaco di Baviera e in una casa lungo il lago di Starnberg. Più tardi si trasferì in Francia. Durante il suo esilio Massimiliano utilizzò lo pseudonimo di barone von Kyburg e si laureò in giurisprudenza.
Nell'aprile 1922 partecipò al funerale del fratello Carlo a Funchal, a Madeira. Nel giugno del 1923 Massimiliano citò in giudizio il segretario privato del suo defunto fratello, il conte von Steiner, per frode per la vendita di alcuni gioielli di famiglia.
Nel novembre 1933, il governo della Repubblica d'Austria, sotto il cancelliere Engelbert Dollfuss, diede il permesso a Massimiliano di risiedere in Austria.
Morì il 19 gennaio 1952, all'età di 56 anni, per un attacco di cuore a Nizza. Le sue spoglie giacciono in un sarcofago nella cripta della chiesa a Altshausen (il luogo di sepoltura dei duchi di Württemberg). Il corpo è stato riseppellito nella chiesa collegiata di San Pietro a Salisburgo il 4 aprile 2019.

## Ascendenza
|                                         |                      |                                     | Genitori                              |  |  | Nonni |  |  | Bisnonni                         |  |  | Trisnonni                     |  |
|                                         |                      |                                     |                                       |  |  |       |  |  | Francesco Carlo d'Asburgo-Lorena |  |  | Francesco II d'Asburgo-Lorena |  |
|                                         |                      |                                     |                                       |  |  |       |  |  | Francesco Carlo d'Asburgo-Lorena |  |  | Francesco II d'Asburgo-Lorena |  |
|                                         |                      | Maria Teresa di Borbone-Due Sicilie |                                       |  |  |       |  |  | Francesco Carlo d'Asburgo-Lorena |  |  |                               |  |
| Carlo Ludovico d'Asburgo-Lorena         |                      |                                     |                                       |  |  |       |  |  | Francesco Carlo d'Asburgo-Lorena |  |  |                               |  |
|                                         |                      | Sofia di Baviera                    | Massimiliano I di Baviera             |  |  |       |  |  |                                  |  |  |                               |  |
|                                         |                      | Sofia di Baviera                    | Massimiliano I di Baviera             |  |  |       |  |  |                                  |  |  |                               |  |
|                                         |                      | Sofia di Baviera                    | Carolina di Baden                     |  |  |       |  |  |                                  |  |  |                               |  |
| Ottone Francesco d'Asburgo-Lorena       |                      | Sofia di Baviera                    |                                       |  |  |       |  |  |                                  |  |  |                               |  |
|                                         |                      | Ferdinando II di Borbone            | Francesco I delle Due Sicilie         |  |  |       |  |  |                                  |  |  |                               |  |
|                                         |                      | Ferdinando II di Borbone            | Francesco I delle Due Sicilie         |  |  |       |  |  |                                  |  |  |                               |  |
|                                         |                      | Ferdinando II di Borbone            | Maria Isabella di Borbone-Spagna      |  |  |       |  |  |                                  |  |  |                               |  |
| Maria Annunziata di Borbone-Due Sicilie |                      | Ferdinando II di Borbone            |                                       |  |  |       |  |  |                                  |  |  |                               |  |
|                                         |                      | Maria Teresa d'Asburgo-Lorena       | Carlo d'Austria-Teschen               |  |  |       |  |  |                                  |  |  |                               |  |
|                                         |                      | Maria Teresa d'Asburgo-Lorena       | Carlo d'Austria-Teschen               |  |  |       |  |  |                                  |  |  |                               |  |
|                                         |                      | Maria Teresa d'Asburgo-Lorena       | Enrichetta di Nassau-Weilburg         |  |  |       |  |  |                                  |  |  |                               |  |
| Massimiliano Eugenio                    |                      | Maria Teresa d'Asburgo-Lorena       |                                       |  |  |       |  |  |                                  |  |  |                               |  |
|                                         | Giovanni di Sassonia | Massimiliano di Sassonia            |                                       |  |  |       |  |  |                                  |  |  |                               |  |
|                                         | Giovanni di Sassonia | Massimiliano di Sassonia            |                                       |  |  |       |  |  |                                  |  |  |                               |  |
|                                         | Giovanni di Sassonia | Carolina di Borbone-Parma           |                                       |  |  |       |  |  |                                  |  |  |                               |  |
| Giorgio di Sassonia                     | Giovanni di Sassonia |                                     |                                       |  |  |       |  |  |                                  |  |  |                               |  |
|                                         |                      | Amalia Augusta di Baviera           | Massimiliano I di Baviera             |  |  |       |  |  |                                  |  |  |                               |  |
|                                         |                      | Amalia Augusta di Baviera           | Massimiliano I di Baviera             |  |  |       |  |  |                                  |  |  |                               |  |
|                                         |                      | Amalia Augusta di Baviera           | Carolina di Baden                     |  |  |       |  |  |                                  |  |  |                               |  |
| Maria Giuseppina di Sassonia            |                      | Amalia Augusta di Baviera           |                                       |  |  |       |  |  |                                  |  |  |                               |  |
|                                         |                      | Ferdinando II del Portogallo        | Ferdinando di Sassonia-Coburgo-Kohary |  |  |       |  |  |                                  |  |  |                               |  |
|                                         |                      | Ferdinando II del Portogallo        | Ferdinando di Sassonia-Coburgo-Kohary |  |  |       |  |  |                                  |  |  |                               |  |
|                                         |                      | Ferdinando II del Portogallo        | Maria Antonia di Koháry               |  |  |       |  |  |                                  |  |  |                               |  |
| Maria Anna Ferdinanda di Braganza       |                      | Ferdinando II del Portogallo        |                                       |  |  |       |  |  |                                  |  |  |                               |  |
|                                         |                      | Maria II del Portogallo             | Pietro I del Brasile                  |  |  |       |  |  |                                  |  |  |                               |  |
|                                         |                      | Maria II del Portogallo             | Pietro I del Brasile                  |  |  |       |  |  |                                  |  |  |                               |  |
|                                         |                      | Maria II del Portogallo             | Maria Leopoldina d'Asburgo-Lorena     |  |  |       |  |  |                                  |  |  |                               |  |
|                                         |                      | Maria II del Portogallo             |                                       |  |  |       |  |  |                                  |  |  |                               |  |